# Єзуїтська класична гімназія в Осієку

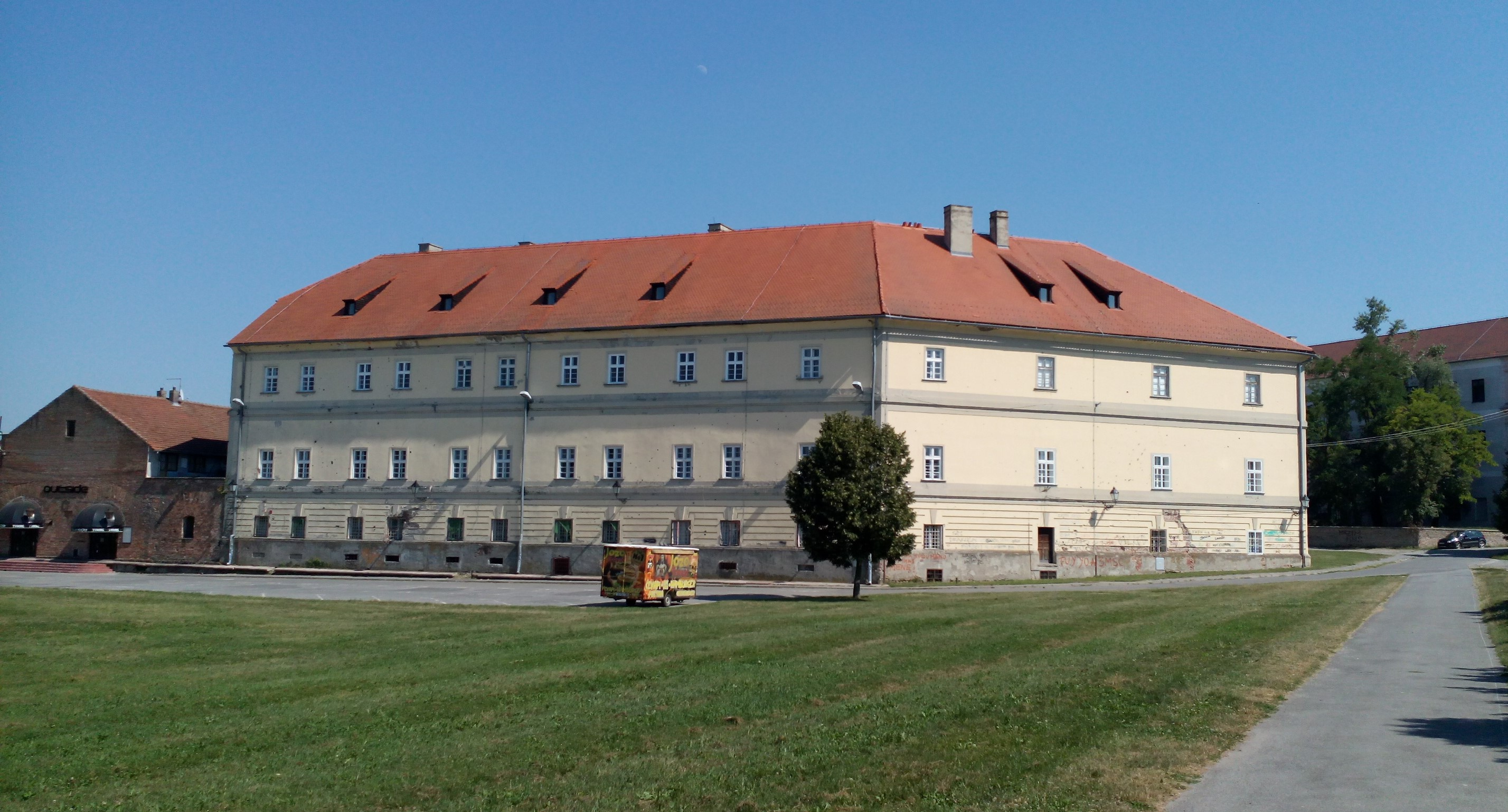

Єзуїтська класична гімназія з правом публічного відвідування (хорв. Isusovačka klasična gimnazija s pravom javnosti, IKG) — це середня школа розташована у Тврдя, історичний центр Осієка, Хорватія. Школа була заснована хорватською провінцією Товариства Ісуса в 1998 році.

## Історія
Школа була створена хорватськими єзуїтами 10 лютого 1998 року. 25 червня 1998 року школа отримала дозвіл Міністерства науки, освіти і спорту Хорватії на відкриття класичної 4-річної гімназії. Перший навчальний рік був 1998/99, з 23 студентами. В наступні два роки було два класи, як це передбачало в плані зарахування до школи за згодою Міністерства. Навчання відбувалося в декількох місцях, таких як резиденція єзуїтів в Осієку і в приміщенні Гімназії II. У 2000 році школа переїхала в нову будівлю.
ЄКГ реалізує програму Міністерства як класична,   чотирирічна гімназія. Це включає в себе навчання   латинської і грецької  мови і культури протягом чотирьох років і вивчення древньої  літератури.
Ідеї єзуїтів відображені в девізі школи: Semper magis (хор. Завжди більше). Школа має на меті розвинути кругозір «чоловік і жінка для інших» , які також твердо вірять і поважають людей з іншими переконаннями, відкриті для діалогу.

## Будівництво
Будівля гімназії датується 1720 роком. У січні 2000 року місто Осієк передало її школі. Додані додатки, і перші два поверхи були відремонтовані. У 2005 році школа отримала дозвіл на будівництво мансарди і побудувала ліфт.

## Директори
| # | Директор            | Термін                          |
| - | ------------------- | ------------------------------- |
| 1 | Перо Маджик-Баришич | лютий 1998 — вересень 1998 року |
| 2 | Петра Галаунера     | 1998-2001                       |
| 3 | Мирко Ніколич       | 2001-2002                       |
| 4 | Іван Матіч          | 2002-2010                       |
| 5 | Івіца Муса          | 2010 — нині                     |